# Pediomelum
Pediomelum é um género botânico pertencente à família Fabaceae.

## Espécies
- Pediomelum aromaticum
- Pediomelum californicum
- Pediomelum megalanthum
- Pediomelum mephiticum
- Pediomelum pariense '
- Pediomelum pentaphyllum
- Pediomelum reverchonii '
- Pediomelum sonorae
- Pediomelum subacaule
- Pediomelum tenuiflorum
- Pediomelum trinervatum